# Schulberg 51, 55, 57 (Marienborn)

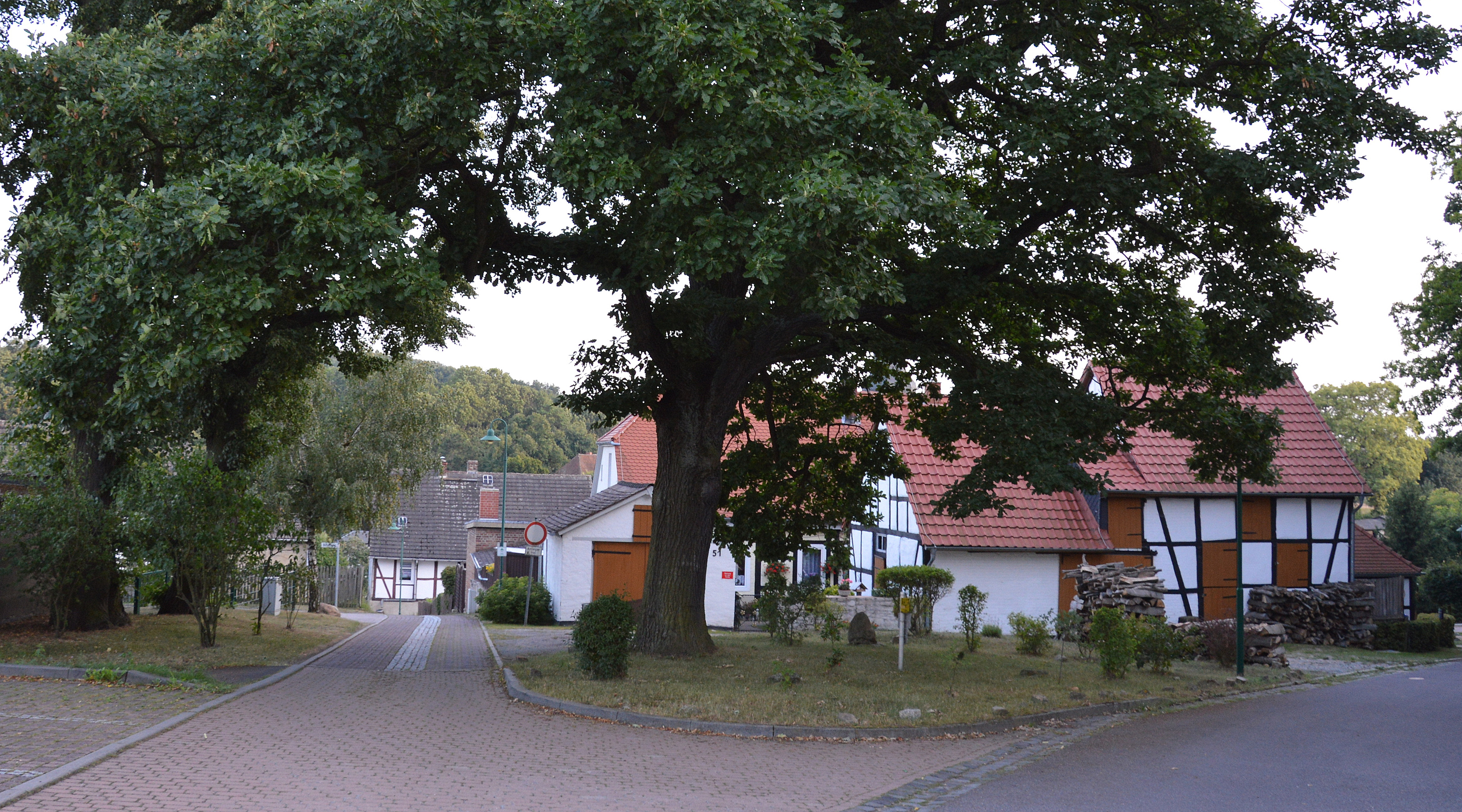
Blick auf den Schulberg von Norden

Schulberg 51, 55, 57 ist die im örtlichen Denkmalverzeichnis eingetragene Bezeichnung für eine denkmalgeschützte Häusergruppe im zur Gemeinde Sommersdorf in Sachsen-Anhalt gehörenden Dorf Marienborn.

## Lage
Die Häusergruppe befindet sich in einer von Norden nach Süden abfallenden Hanglage am nordwestlichen Rand Marienborns, nordöstlich der ehemaligen Klosterkirche.

## Architektur und Geschichte
Die Gebäude der Häusergruppe sind als von Gärten umgebene schlichte Fachwerkhäuser ausgeführt. Ihnen sind jeweils Nebengebäude zugeordnet. Das Haus Schulenberg 51 diente in der Vergangenheit als Schule des Orts.
Im örtlichen Denkmalverzeichnis ist die Häusergruppe unter der Erfassungsnummer 094 56172 als Denkmalbereich verzeichnet.